# Georgi Walentinowitsch Boos
Georgi Walentinowitsch Boos (russ. Ausspr.: /bɐˈɔs/, russisch Георгий Валентинович Боос; * 22. Januar 1963 in Moskau) ist ein russischer Politiker und Geschäftsmann. Von 2005 bis 2010 war er Gouverneur der Oblast Kaliningrad.

## Leben und Beruf

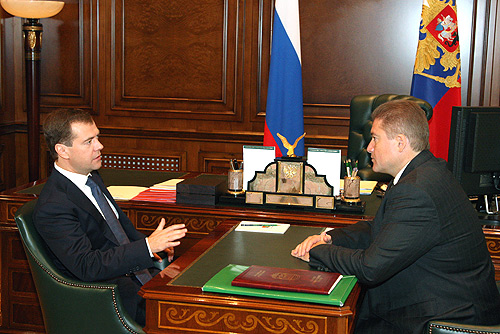
2008, mit Präsident Medwedew

Boos wuchs in Moskau in einer krimdeutschen Familie auf. Nach seiner eigenen Aussage stammt sein Familienname ursprünglich aus Holland, und unter seinen Vorfahren fänden sich auch Russen, Polen, Juden und Armenier. Im Jahr 1986 schloss Boos in Moskau ein Ingenieurstudium ab. Anschließend leistete er zwei Jahre lang Wehrdienst nahe der Stadt Spassk-Dalni im Fernen Osten der damaligen Sowjetunion. 1988 bis 1991: Ingenieur, Senior Engineer, Junior Researcher, Wissenschaftliche Forschung, technologische Institute und Beleuchtung (VNISI), Moskau. Parallel zur gleichen Zeit unterrichtete er Mathematik an einer Moskauer Schule № 247.

Von 1991 bis 1995 war er Direktor der Moskauer Scientific Production Enterprise „Swetoserwis“, die von ihm und seinem Vater gegründet wurde. Im Jahr 1993 wurde die Firma in eine Aktiengesellschaft umgewandelt. Seit 1994 ist das Unternehmen für die Beleuchtung in vielen Moskauer Einrichtungen zuständig. Für seine Arbeiten erhielt er auf Ausstellungen viele Auszeichnungen. Die Firma „Swetoserwis“ hat eine Reihe von Beleuchtungslösungen patentiert, an deren Entwicklung sich GV Boos beteiligte. Er war der Autor und Entwickler der „vandalensicheren Lampe“ (1995), die speziell für Hauseingänge entworfen wurde.

Im Jahr 1995 promovierte er.

## Politische Karriere
Boos’ Karriere in der Politik begann 1996, nachdem er bei den Parlamentswahlen zur Staatsduma Ende 1995 zum Abgeordneten eines Moskauer Wahlbezirks gewählt wurde. In der Duma trat Boos zunächst der Fraktion Unser Haus Russland bei und wurde stellvertretender Fraktionsvorsitzender.

29. September 1998 der Regierung der Russischen Föderation, wurde als Leiter der Staatlichen Steuerdienstes der Russischen Föderation ernannt, gefolgt von einem Erlass des Präsidenten der Russischen Föderation – Minister der Russischen Föderation für Steuern und Abgaben. Im Mai 1999 nahm Boos den Rücktritt in Kabinett von Primakow geleitet vom damaligen Präsidenten Boris Jelzin entlassen wurde.
Bei den Parlamentswahlen Ende 1999 wurde Boos wiedergewählt und vertrat von da an die Fraktion der Putin-nahen Partei „Einiges Russland“. Auch bei den nachfolgenden Parlamentswahlen 2003 kandidierte Boos erfolgreich im gleichen Wahlkreis und wurde stellvertretender Dumavorsitzender der Fraktion „Einiges Russland“.
Am 28. September 2005 trat Boos das Amt des Gouverneurs der Oblast Kaliningrad an, in das er zuvor von Wladimir Putin berufen worden war. Während seiner Amtszeit kam es im Zuge der Wirtschaftskrise zu Protestkundgebungen gegen die regionale Regierung unter Boos und teilweise auch gegen die Zentralregierung in Moskau. In erster Linie forderten die Demonstranten eine Senkung der von der Oblast eingenommenen Kfz-Steuer. 2010 wurde berichtet, Boos werde aufgrund seiner mangelnden Beliebtheit bei der Bevölkerung der Kaliningrader Oblast nicht für eine weitere Amtszeit als Gouverneur vorgeschlagen.

## Nach der Zeit als Gouverneur
Am 28. Dezember 2011 wurde Georgi Boos in den Vorstand des Allrussischen Ausstellungszentrums gewählt. Im Juni 2012 wurde von seiner Position abgewiesen.
Darüber hinaus wurde Boos am 26. Januar 2012 zum Vorstandsvorsitzenden beim russischen Energiekonzern „Holding MRSK“ ernannt. Boos ist Mehrheitseigner der Holding „Boos Lighting Group“.

## Privates
Georgi Walentinowitsch Boos war dreimal verheiratet. Aus den drei Ehen sind sechs Töchter hervorgegangen. Seine Hobbys sind Gitarre spielen und Motorrad fahren.
Boos Einkommen im Jahr 2008 belief sich auf 122.370.965 Rubel, von denen 841.572 Rubel auf dem Hauptjob verdient, wurden auf die Konten von Waisenhäusern der Region Kaliningrad überführt. Im Jahr 2009 betrug das Jahreseinkommen von Georgi Boos nach eigenen Angaben 86,4 Millionen Rubel, was umgerechnet etwa 2,2 Millionen EUR entspricht.

## Auszeichnungen
- Orden „Für Verdienste vor dem Vaterland“ IV. Grad (21. Januar 2008) – für herausragenden Beitrag zur sozio-ökonomischen Entwicklung der Region und viele Jahre fruchtbare Arbeit[21]
- Orden der Ehre (28. Januar 2004) – für die aktive Teilnahme an gesetzgeberischen Aktivitäten und langjährige gewissenhafte Arbeit[22]
- Medaille „Zur Erinnerung an den 850. Geburtstag von Moskau“
- Medaille „Für Verdienste in der All-Russland-Volkszählung“
- Medaille „Zur Erinnerung an den 300. Geburtstag von St. Petersburg“
- Medaille „70 Jahre Streitkräfte der UdSSR“
- Staatspreis der Russischen Föderation auf dem Gebiet der Literatur und Kunst im Jahr 1996 (29. Mai 1997) – für die Bildung von Licht-Farbe-Umgebung Moskau[23]
- Diplom der Regierung der Russischen Föderation (6. Juli 1999) – für Verdienste um den Staat und die langjährige fleißige Arbeit[24]
- Medal „Föderationsrat . 15 Jahre“ (2008) – für viele Jahre harter Arbeit, großer Beitrag zur Interaktion des Föderationsrates der Föderalen Versammlung der Russischen Föderation und der staatlichen Einrichtungen, Organisationen bei der Entwicklung und Verbesserung der Bundesgesetzgebung der Russischen Föderation, und die Stärkung des russischen Staates im Zusammenhang mit dem 15. Jahrestag Föderationsrat der Föderalen Versammlung der Russischen Föderation[25]
- Kommandeur des Ordens „Für Verdienste“ (Gabun, 2000)[26]
- Orden des Heiligen Prinz Daniel von Moskau II -Abschluss (ROC, 2006)[27]
- Höhere Law Award „Themis“ (17. Februar 2007) in der Kategorie „Russland und Europa“ – für die Entwicklung der Zivilgesellschaft in den Prozess der Integration der Russischen Föderation und der Europäischen Union[28]
- Ehrendoktor der BFU. Kant (2012)[29]